# Sportwagon
Unter den Namen Sportwagon (früher auch Giardinetta) vertreibt der italienische Automobilbauer Alfa Romeo die Kombiversionen seiner Limousinen.
Anfang 1984 war Alfa Romeo einer der ersten Hersteller, der es wagte, mit seinem Alfa 33 Sportwagon dem Kombi das Image des behäbigen „Lastesels“ zu rauben und ihm einen sportlichen Touch zu verleihen. Diesem Trend zum Lifestyle-Kombi schlossen sich alsbald auch die deutschen Hersteller sportlicher Autos BMW und Audi sowie weitere Automobilmarken weltweit an.
Der bisher letzte Kombi mit der Bezeichnung „Sportwagon“ war der von Frühjahr 2006 bis Herbst 2011 gebaute 159.

## Modelle

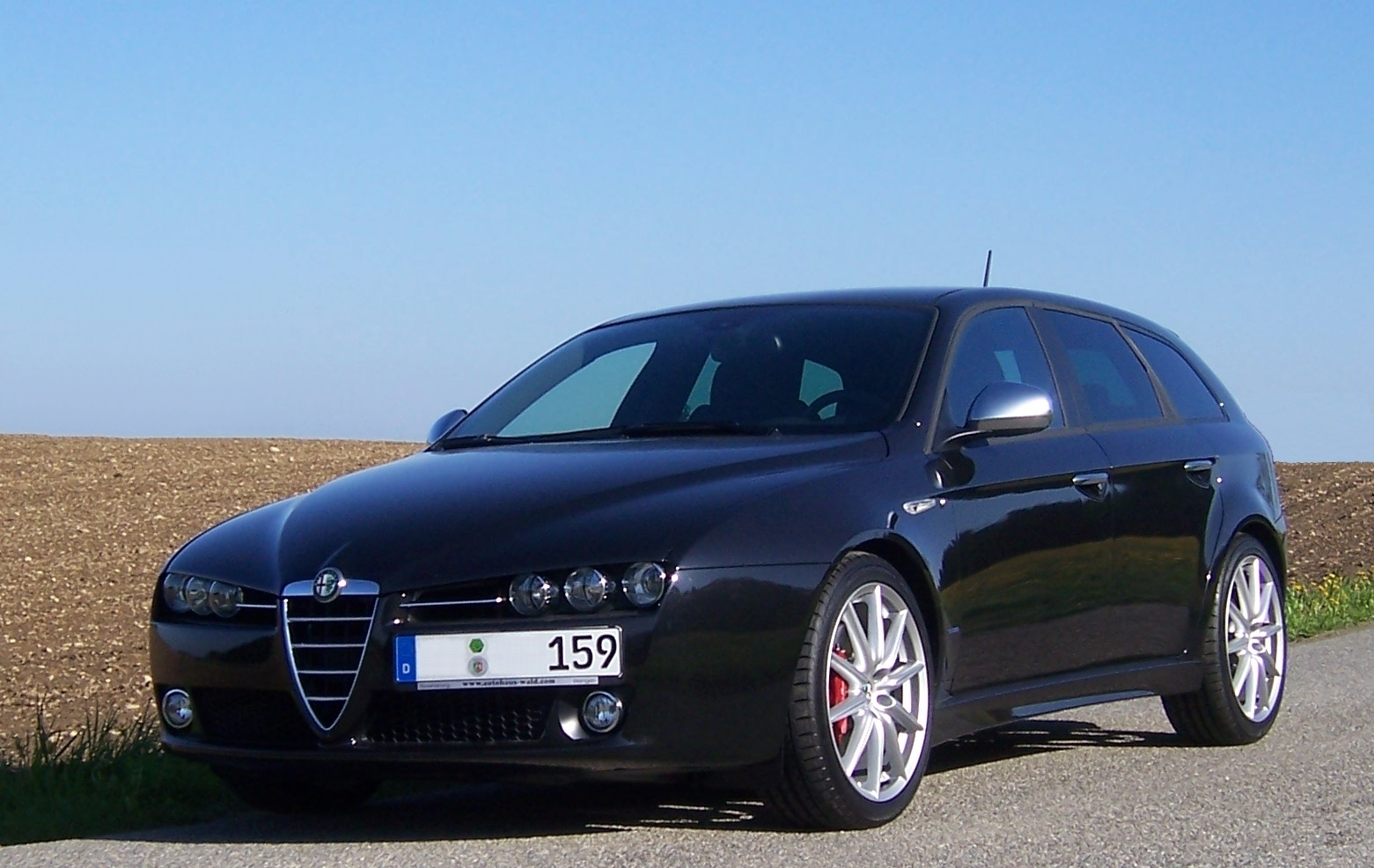
Alfa Romeo 159 Sportwagon (2009)

Verwendung fand der Name bisher bei folgenden Modellen:
- Alfa Romeo 33 Sportwagon (1984–1994; bis 1988: Giardinetta)
- Alfa Romeo 156 Sportwagon (2000–2005)
- Alfa Romeo 159 Sportwagon (2006–2011)